# Argile
Argile (auch Argile & African Heat) ist eine Band mit Musikern aus Afrika, Asien und Amerika, die von dem deutschen Flötisten Dieter Weberpals aus Nürnberg geleitet wird.
Als Band besteht die Gruppe seit 1988. Bereits vorher erschienen unter dem Namen Argile zwei LPs eines Vorgängerprojekts, das als Ethno-Jazz-Duo bzw. -Trio von 1980 bis 1988 bestand.
Die Gruppe entstand im Umfeld der Musikerkooperative Schneeball, aus dem auch die Bands Embryo und Dissidenten kommen. Argile gelten weltweit als eine der renommierten Worldmusicbands aus Deutschland. Sie tourten in ganz Europa, auf vielen großen Festivals und gaben auch Konzerte in Westafrika. Dort spielten sie neben Konzerten für die Goethe-Institute in Abidjan (Elfenbeinküste) und Lomé (Togo) auch in Clubs. Die Medienwerkstatt Franken drehte über die Tournee eine TV-Reportage. Beim Festico-Festival in Bobo-Dioulasso 2014 traten Dieter Weberpals und Abdoul Aziz Sinka aus Burkina Faso mit dem Bandprojekt Collectif Foli: Argile-Lanaya auf.
Argile spielten mit einer Vielzahl von bekannten Gastmusikern, u. a. Famadou Konate, Oumou Sangaré,  Houssaine Kili, Sona Diabaté, Djanka Diabate, Ramesh Shotham und Barry Sangare.

## Musiker
Die folgende Liste enthält eine Auswahl von Musikern der Band:
- Dieter Weberpals (Deutschland) – Querflöte, Tambin (Querflöte der Peulh), Djembé (seit 1980)
- Achim Schmidt (D) – Vibraphon, Perkussion, Gründungsmitglied (1980–1989)
- Stefan Lederer (D) – Piano, Gründungsmitglied des Jazz-Trios Argile (1980–1983)
- Barry Sangare (* in Mali, † 19. August 2008 in Hamburg) – Gesang, Ngoni, Djembé (1988–1998)
- Robert Hofmann (D) – Saz, Gitarre, Bass, Perkussion (1988–1993, ab 2008)
- Charles Blackledge (USA) – Schlagzeug, Djembé, Dunun (ab 1990)
- Stefan Mack (D) – Gitarre, Gitarrensynth (1993–1995)
- Ramesh Shotham (Indien) – Tavil, Ghatam, Kanjira (1994–1995)
- Sona Diabaté (Guinea) – Gesang, Gitarre (1998–2003)
- Aicha Kouyate (Guinea) – Gesang (1999–2002)
- Stefan Hergenröder (D) – Bass (1995–2000)
- Fiadelia King Sockuh (Ghana) – Gesang, Keyboards (1995–2001)
- Abdel Illah Hajim (Marokko) – Gesang, Oud, Outar (2003–2006)
- Talabani Dilshad (Irak) – Gesang, Vierteltonkeyboard, Perkussion (2003–2007)
- Peter Horcher (D) – Akkordeon, Piano, Perkussion (2003–2012)
- Pablo Abdoulaye M'Bengue (Guinea) – Djembé (2007/08)
- Alexis Madokpon (Benin) – Gesang, Djembé (2008–2010)
- Sarah Ndagire (Uganda) – Gesang, Tanz (2010)
- Aziz Abdoul Sinka (Burkina Faso) – Dundun (ab 2010)
- Souleymane Diabate (Burkina Faso) – Balafon, Djembe, Gesang, Ngoni (ab 2012)
- Mama Sanou (Burkina Faso) – Gesang (ab 2013)
- Rainer Seiferth (D / E) – Gitarre (2013)
- Norbert „Slog“ Kirchner (D) – Gitarre (2014)

## Diskographie
- Nimdirsi (LP Schneeball 1983)
- Weltmusik (LP Schneeball 1986)
- Koko (CD Argile & African Heat / Schneeball 1990)
- Idjo (CD Schneeball 1995)
- Live in Africa & Europe (CD bibiafrica/Schneeball 1998)
- Mandingo Festival (CD bibiafrica 2000)
- filefola / the flute album (CD bibiafrica 2007)